# Internationale Cricket-Saison 1998
Die internationale Cricket-Saison 1998 fand zwischen Mai 1998 und Oktober 1998 statt. Als Sommersaison wurden vorwiegend Heimspiele der Mannschaften aus Europa ausgetragen.

## Überblick

### Internationale Touren
| Beginn             | Heimteam            | Auswärtsteam | Resultate | Resultate | Artikel |
| Beginn             | Heimteam            | Auswärtsteam | Test      | ODI       | Artikel |
| ------------------ | ------------------- | ------------ | --------- | --------- | ------- |
| 21. Mai 1998       | England             | Südafrika    | 2–1 [5]   | 1–2 [3]   | Artikel |
| 27. Mai 1998       | Sri Lanka           | Neuseeland   | 2–1 [3]   |           | Artikel |
| 27. August 1998    | England             | Sri Lanka    | 0–1 [1]   |           | Artikel |
| 12. September 1998 | Indien vs. Pakistan |              | 1–4 [5]   | Artikel   |         |

### Internationale Turniere
| Beginn          | Turnier                             | Land      |
| --------------- | ----------------------------------- | --------- |
| 14. Mai 1998    | Coca-Cola Triangular Series 1998    | Indien    |
| 19. Juni 1998   | Singer-Akai Nidahas Trophy 1998     | Sri Lanka |
| 14. August 1998 | Emirates Triangular Tournament 1998 | England   |

### Internationale Touren (Frauen)
| Beginn        | Heimteam | Auswärtsteam | Resultate | Resultate | Artikel |
| Beginn        | Heimteam | Auswärtsteam | WTest     | WODI      | Artikel |
| ------------- | -------- | ------------ | --------- | --------- | ------- |
| 12. Juli 1997 | England  | Australien   | 0–0 [3]   | 0–5 [5]   | Artikel |
| 24. Juli 1998 | Irland   | Australien   |           | 0–3 [3]   | Artikel |
| 25. Juli 1998 | Dänemark | Niederlande  |           | 1–1 [2]   | Artikel |

## Nationale Meisterschaften
Aufgeführt sind die nationalen Meisterschaften der Full Member des ICC.
| Land    | First-Class                | List A                                |
| ------- | -------------------------- | ------------------------------------- |
| England | County Championship 1998   | National Westminster Bank Trophy 1998 |
|         | Axa League 1998            |                                       |
|         | Benson and Hedges Cup 1998 |                                       |